# Aleksa Kijanović
Aleksa Kijanović (serbisch-kyrillisch Алекса Кијановић, * 31. März 1997 in Belgrad, Bundesrepublik Jugoslawien) ist ein serbischer Leichtathlet, der sich auf den Sprint spezialisiert hat.

## Sportliche Laufbahn
Erste internationale Erfahrungen sammelte Aleksa Kijanović im Jahr 2015, als er bei den Balkan-Meisterschaften in Pitești im 100-Meter-Lauf in 10,93 s den zweiten Platz im C-Finale belegte und mit der serbischen 4-mal-100-Meter-Staffel in 41,54 s den fünften Platz erreichte. 2017 erreichte er bei den Balkan-Hallenmeisterschaften in Istanbul nach 7,07 s Rang 13 im 60-Meter-Lauf und bei den Freiluftmeisterschaften in Pitești siegte er in 11,07 s im C-Finale und gewann mit der Staffel in 40,83 s die Bronzemedaille. 2017 wurde er bei den Balkan-Hallenmeisterschaften in Belgrad in 6,92 s Neunter über 60 Meter und schied anschließend bei den U23-Europameisterschaften in Bydgoszcz über 100 und 200 Meter mit 10,78 s bzw. 21,44 s jeweils in der ersten Runde aus. Daraufhin nahm er an der Sommer-Universiade in Taipeh teil und scheiterte auch dort mit 11,08 s über 100 Meter sowie mit 22,16 s im 200-Meter-Lauf in der Vorrunde. 2018 belegte er bei den U23-Mittelmeermeisterschaften in Jesolo in 21,96 s den fünften Platz über 200 Meter und belegte anschließend bei den Balkan-Meisterschaften in Stara Sagora in 10,59 s den fünften Platz über 100 Meter, während er über die längere Distanz mit 21,70 s im Vorlauf ausschied. Mit der Staffel erreichte er nach 41,51 s Rang sechs. 2019 belegte er bei den U23-Mittelmeer-Hallenmeisterschaften in Miramas in 6,84 s den fünften Platz über 60 Meter und gewann daraufhin bei den Balkan-Hallenmeisterschaften in Istanbul in 6,75 s die Bronzemedaille und schied dann bei den Halleneuropameisterschaften in Glasgow mit 6,81 s in der ersten Runde aus. Während der Freiluftsaison schied er bei den U23-Europameisterschaften im schwedischen Gävle mit 11,67 s im Halbfinale über 100 Meter aus und gewann anschließend bei den Balkan-Meisterschaften in Prawez in 10,58 s die Silbermedaille über 100 Meter und wurde im 200-Meter-Lauf in 21,43 s Vierter.
2020 belegte er bei den Balkan-Hallenmeisterschaften in Istanbul in 6,79 s den fünften Platz über 60 Meter und bei den Freiluftmeisterschaften in Cluj-Napoca gewann er in 10,43 s die Bronzemedaille über 100 Meter und belegte über 200 Meter in 21,33 s den fünften Platz. Zudem stellte er in diesem Jahr in Stockholm mit 6,67 s einen neuen Hallenrekord über 60 Meter auf. Im Jahr darauf belegte er bei den Balkan-Hallenmeisterschaften in 6,79 s den vierten Platz, ehe er bei den Halleneuropameisterschaften in Toruń mit 6,75 s im Vorlauf ausschied. Ende Juni belegte er bei den Balkan-Meisterschaften im heimischen Smederevo in 10,64 s den sechsten Platz über 100 m und wurde mit der Staffel in 40,98 s Fünfter. 2022 gewann er bei den Balkan-Hallenmeisterschaften in Istanbul mit neuem Landesrekord von 6,66 s die Silbermedaille über 60 m hinter dem Türken Kayhan Özer und schied anschließend bei den Hallenweltmeisterschaften in Belgrad mit 6,80 s in der ersten Runde aus. Im Juni belegte er bei den Balkan-Meisterschaften in Craiova in 10,53 s den sechsten Platz über 100 Meter und gewann mit der Staffel in 39,85 s die Silbermedaille hinter dem rumänischen Team. Im Jahr darauf wurde er bei der 2. Liga der Team-Europameisterschaft im Rahmen der Europaspiele in Chorzów in 10,41 s Fünfter über 100 Meter und gelangte mit der Staffel mit 39,99 s auf den dritten Platz im B-Lauf. Anschließend belegte er bei den Balkan-Meisterschaften in Kraljevo in 10,53 s den vierten Platz über 100 Meter und wurde im Staffelbewerb in 40,24 s Vierter. 2024 belegte er bei den Balkan-Hallenmeisterschaften in Istanbul in 6,72 s den fünften Platz über 60 Meter. Ende Mai belegte er bei den Balkan-Meisterschaften in Izmir in 10,45 s den siebten Platz über 100 Meter und gelangte im Staffelbewerb mit 41,78 s auf Rang fünf. Kurz darauf kam er bei den Europameisterschaften in Rom mit 10,54 s nicht über den Vorlauf im Einzelbewerb hinaus. Im Jahr darauf belegte er bei den Balkan-Hallenmeisterschaften in Belgrad in 6,75 s den fünften Platz über 60 Meter, ehe er bei den Halleneuropameisterschaften in Apeldoorn mit 6,74 s in der ersten Runde ausschied. Ende Juni wurde er bei der 2. Liga der Team-Europameisterschaft in Maribor in 10,66 s Siebter im B-Lauf über 100 Meter und gelangte mit der Staffel mit 40,02 s auf Rang sechs im B-Lauf. Anschließend verpasste er bei den Balkan-Meisterschaften in Volos mit 10,78 s den Finaleinzug über 100 Meter und belegte im Staffelbewerb in 40,25 s den vierten Platz.
In den Jahren von 2017 bis 2025 wurde Kijanović serbischer Meister im 100-Meter-Lauf sowie von 2017 bis 2019 auch über 200 Meter und 2023 in der 4-mal-100-Meter-Staffel. In der Halle siegte er von 2016 bis 2025 über 60 Meter sowie 2018, 2019 und 2022 auch über 200 Meter.

## Persönliche Bestzeiten
- 100 Meter: 10,40 s (+0,2 m/s), 30. August 2022 in Belgrad
  - 60 Meter (Halle): 6,66 s, 5. März 2022 in Istanbul (serbischer Rekord)
- 200 Meter: 21,20 s (−0,1 m/s), 6. September 2020 in Novi Pazar
  - 200 Meter (Halle): 21,66 s, 2. Februar 2020 in Belgrad